# آوارگی

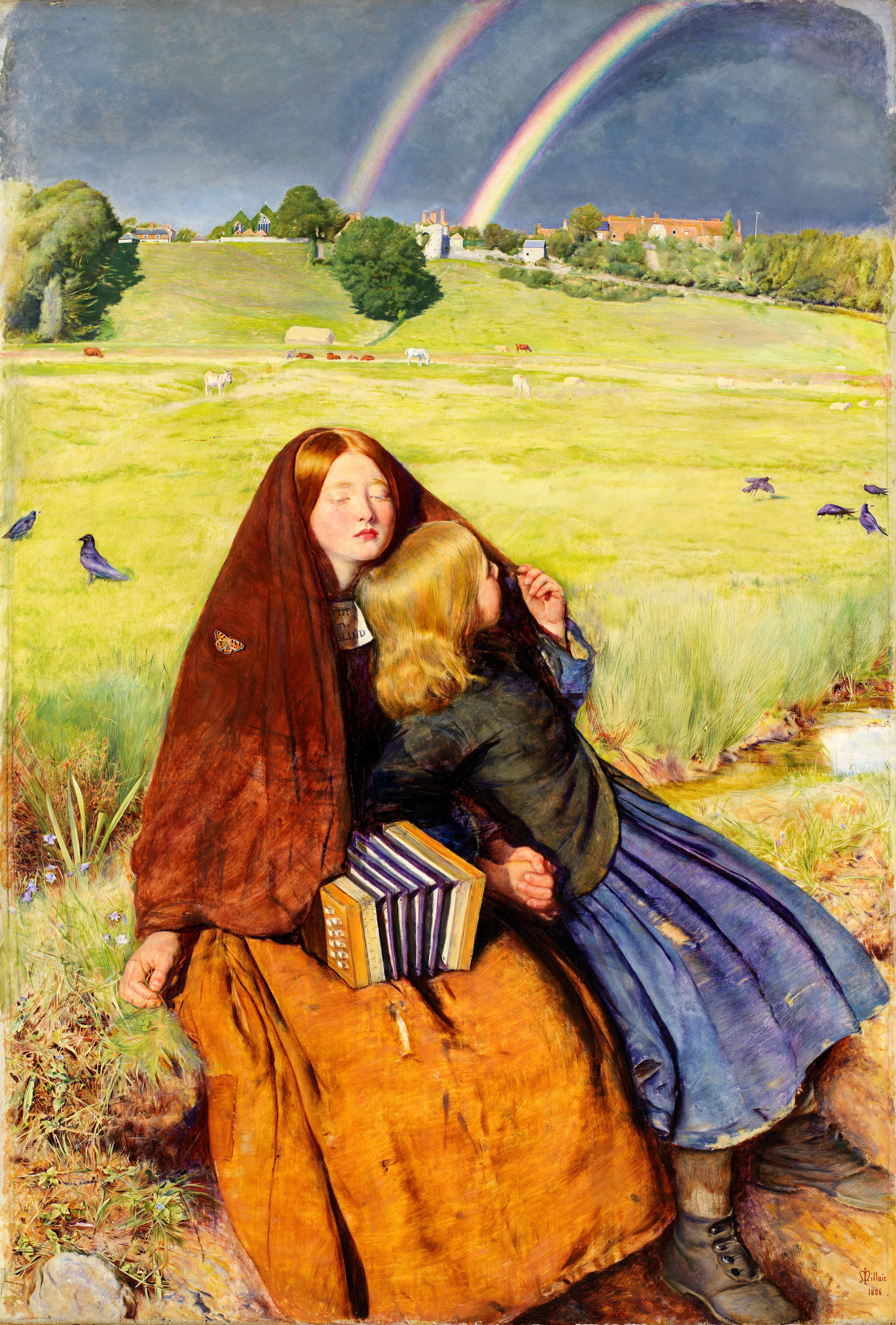
نقاشی جان اورت میلی به نام دختر کور که یک موسیقی‌دان آواره را نشان می‌دهد.

آوارگی شرایط بی‌خانمانی، بدون کار یا درآمد ثابت است. آوارگان معمولاً در فقر زندگی می‌کنند و روزگار خود را با گدایی، گشتن در زباله‌ها، دزدی کوچک، کار موقت، یا (اگر موجود باشد) کمک دولتی سپری می‌کنند.
در کشورهای غربی، آوارگان معمولاً زندگی خود را با بزه‌های کوچک، گدایی، و قانون‌شکنی می‌گذارندند و قانون، آنها را با کار اجباری، سربازی اجباری، زندان، یا محصور کردن در خانه کار، تنبیه می‌کرد.
به آواره، ولگرد، سرگردان، دَربِدَر، خانه‌بدوش، و بی‌کاره نیز می‌گویند.
در دوران امروز، مصوبه ضد آوارگی، پیگیر ۲ هدف است: ۱) کمک به آوارگان و اسکان دادن به آنها و ۲) پیشگیری از بزهکاری است.